# Posicionamento da UnB em rankings universitários nacionais e internacionais
Este anexo reúne a posição da Universidade de Brasília nos principais rankings acadêmicos do mundo.

## QS Top Universities (QSTU)
Mantido pelo centro de pesquisa educacional homônimo dos Estados Unidos, o ranking classifica as 10 mil melhores universidades do mundo de acordo com questões como citações em periódicos científicos, empregabilidade e qualidade de ensino. 

### QSTU Mundial
| Ano  | Posição | Variação |
| ---- | ------- | -------- |
| 2012 | #551    | 11       |
| 2011 | #562    | -        |

### QSTU América Latina
| Ano  | Posição | Variação |
| ---- | ------- | -------- |
| 2012 | #25     | 14       |
| 2011 | #11     | -        |

### QSTU Brasil
| Ano  | Posição | Variação |
| ---- | ------- | -------- |
| 2012 | #9      | 5        |
| 2011 | #4      | -        |

## Ranking Universitário Folha (RUF)
Criado pelo jornal Folha de S. Paulo em 2012, o ranking elenca as melhores universidades do país levando em consideração qualidade do ensino e pesquisa, inovação e empregabilidade. 

### RUF Geral
| Ano  | Posição | Variação | Nota (0 a 100) |
| ---- | ------- | -------- | -------------- |
| 2012 | #8      | -        | 78,34          |

### RUF Pesquisa
| Ano  | Posição | Variação | Nota (0 a 55) |
| ---- | ------- | -------- | ------------- |
| 2012 | #10     | -        | 50,30         |

### RUF Ensino
| Ano  | Posição | Variação | Nota (0 a 20) |
| ---- | ------- | -------- | ------------- |
| 2012 | #7      | -        | 9,7           |

### RUF Mercado
| Ano  | Posição | Variação | Nota (0 a 20) |
| ---- | ------- | -------- | ------------- |
| 2012 | #16     | -        | 13,97         |

### RUF Inovação
| Ano  | Posição | Variação | Nota (0 a 5) |
| ---- | ------- | -------- | ------------ |
| 2012 | #13     | -        | 4,37         |

## Webmetrics
Mantido pelo Ministério da Educação da Espanha, o ranking indica quais são as 500 universidades mais presentes na internet em todo o mundo. Existe desde julho de 2009. 
| Ano          | Posição          | Variação |
| ------------ | ---------------- | -------- |
| Janeiro/2013 | #181             | 140      |
| Julho/2012   | #321             | 99       |
| Janeiro/2012 | #222             | 101      |
| Julho/2011   | #323             | 5        |
| Janeiro/2011 | #328             | -        |
| Julho/2010   | não classificada | -        |
| Janeiro/2010 | #377             | 173      |
| Julho/2009   | #204             | -        |